# Lenguas del alto Sepik
Las lenguas del alto Sepik son una subfamilia lingüística de las lenguas del Sepik del norte de Papúa Nueva Guinea. Fueron identificadas como grupo filogenético por Donald Laycock en 1956, que consideró que estaban relacionadas con otras lenguas del río Sepik. Foley (2005) consideró como no confirmada su unidad como grupo filogenético, aunque Ross (2005) reconstruyó los pronobmres del proto-alto-Sepik.

## Clasificación interna
Las lenguas del alto río Sepik son:
- Abau–Iwam
  -  Abau
  - Lenguas iwam
- ríos Amarillo y Wanibe
  - Amal–Kalou
    - Amal
    - Kalou

  - Lenguas de Yellow-River
  - Lenguas ram (ver)
  - Lenguas del río Amarillo (ver)

Aunque incluso los pronombres no parecen ser cognados, Foley clasifica las lenguas Abau-Iwam con las lenguas Wogamus en lugar de con las lenguas amarillas y wanibe river sobre la base de un sistema único de sustantivos-clases en los sistemas numéricos (ver Wogamus languages#Noun classes). Además, Foley considera  Sepik Iwam y  Wogamusin los prefijos de clase de sustantivos son probablemente cognados entre sí.  Abau es más divergente, pero su inclusión por Foley (2018) se basa en la similitud de la morfología verbal Abau con la de las lenguas Iwam.
Foley observa que gran parte del léxico y los pronombres de estas lenguas no derivan del proto-Sepik.

## Descripción lingüística

### Pronombres
Ross reconstruye dos conjuntos de pronombres para el proto-alto-Sepik. El conjunto primario es el conjunto I, y además existe otro conjunto con "funciones pragmáticas interpersonales especiales" (conjunto II):
| yo     | *an     | nosotros dos    | *nə-d   | nosotros    | *nə-n |
| tú (M) | *nɨ     | vosotros/as dos | *nə-p   | vosotros/as | *nə-m |
| tú (F) | (*nɨ-n) | vosotros/as dos | *nə-p   | vosotros/as | *nə-m |
| él     | *tə-    | ellos/as dos    | (*rə-p) | ellos/as    | *ra-m |
| ella   | *tɨ-    | ellos/as dos    | (*rə-p) | ellos/as    | *ra-m |
| yo     | *ka    | nosotros/as dos | *krə-d | nosotros/as | *krə-m  |
| tú (M) | *kɨ    | vosotros/as dos | *kə-p  | vosotros/as | *kə-m   |
| tú (F) | ?      | vosotros/as dos | *kə-p  | vosotros/as | *kə-m   |
| él     | *si    | ellos/as dos    | *sə-p  | ellos/as    | (*sə-m) |
| ella   | (*sae) | ellos/as dos    | *sə-p  | ellos/as    | (*sə-m) |

## Numerales
Los numerales para varias lenguas del alto Sepik tienen la forma (Foley 2018):
| GLOSA | Abau               | Iwam | Wogamusin | Chenapian |
| ----- | ------------------ | ---- | --------- | --------- |
| ‘1’   | -eyn ~ -mon ~ -ron | -or  | -Vd       | -rə       |
| ‘2’   | -(r)eys            | -is  | -us       | -si       |
| ‘3’   | -(r)ompri          | -um  | -um       | -mu       |